# Ibn Baraka
Abu-Muhàmmad Abd-Al·lah ibn Muhàmmad ibn Baraka al-Umaní, més conegut simplement com a Ibn Baraka, fou un escriptor ibadita nascut a Bahla, a l'Oman. És considerat deixeble de l'imam Saïd ibn Abd-Al·lah ibn Mahbub (mort 939/940).
Va escriure diverses obres històriques i jurídiques d'Oman de les que se'n conserven set, entre les quals K. al-Jami (juridica) i K. al-Muwàzana (sobre la situació d'Oman al temps de l'imam as-Salt ibn Màlik, imam que fou deposat el 886/887).